# Dristye
Dristye románul: Driştie, falu Romániában, a Bánságban, Krassó-Szörény megyében.

## Fekvése
Újsopot (Şopotu Nou) mellett fekvő település.

## Története
Dristye (Driştie) korábban Újsopot (Şopotu Nou) része volt. 1956-ban vált külön településsé 61 lakossal.
1966-ban 40, 1977-ben 25, 1992-ben 35, a 2002-es népszámláláskor 22 román lakosa volt.